# داريا (كسروان)
داريا، هي قرية لبنانية من قرى قضاء كسروان في محافظة جبل لبنان.
تبعد داريا (كسروان) 21 كلم عن بيروت عاصمة لبنان، و ترتفع 690 م عن سطح البحر وتمتد على مساحة 91 هكتاراً (0.91 كيلومتر مربع).